# Japan Dome Tour X
Japan Dome Tour “X” foi a quinta turnê japonesa realizada pelo grupo sul-coreano Big Bang. A turnê iniciou-se em 15 de novembro de 2014 em Nagoia e encerrou-se em 18 de janeiro de 2015 em Osaka. A Japan Dome Tour “X” foi a segunda turnê consecutiva do grupo pelas arenas de cúpula do Japão e tornou o Big Bang, o primeiro artista estrangeiro a realizar concertos em cinco arenas de cúpula, por dois anos consecutivos. Adicionalmente, o grupo reuniu mais de um milhão de pessoas em seus concertos durante o ano de 2014 no país.

## Produção e desenvolvimento
Um total de três bilhões de ienes (cerca de 25,5 milhões de dólares) foram utilizados para a produção da turnê. Sua equipe de produção contou com nomes como Jamie King, que já havia trabalhado com artistas estadunidenses como Michael Jackson, Madonna e Britney Spears, o designer de iluminação Roy Bennett, que ficou responsável por controlar a iluminação do palco, além de Veneno, encarregado de comandar a produção dos vídeos exibidos nos concertos. A turnê utilizou um palco central de trinta metros, com a adição de mais cinquenta metros de palco adjacente, que se expandiu em direção a platéia, adquirindo o formato de aros de uma roda. Um grande número de iluminação e equipamentos de palco foram importados de países de fora do Japão. Equipamentos de alta tecnologia, incluindo telas de LED, foram colocados no palco adjacente, enquanto os alto-falantes multi-celulares ‘MLA’, apresentaram alta qualidade para o público durante as apresentações.

## Repertório
O repertório abaixo é representativo ao pertencente ao (DVD/Blu-ray)  - Deluxe Edition: BIGBANG Japan Dome Tour 2014～2015 'X'.
1. "Fantastic Baby"
2. "Tonight"
3. "Stupid Liar"
4. "Blue"
5. "Haru Haru"
6. "Gara Gara Go!!"
7. "Top of the World" + "Number 1"
8. "Knock Out" (GD&TOP)
9. "High High" (GD&TOP)
10. "Bad Boy"
11. "Tell Me Goodbye"
12. "Cafe"
13. "Lies"
14. "Love Song"
15. "Good Boy" (GD X Taeyang)
16. "Hands Up"
17. "Feeling"
18. "My Heaven"
19. "Koe wo Kikasete"

Bis
1. "Last Farewell"
2. Seungri DJ Time:
  1. "Strong Baby" (Seungri)
  2. "Doom Dada" (T.O.P)
  3. "Ringa Linga" (Taeyang)
  4. "Crooked" (G-Dragon)
  5. "Look at me, Gwisun" (Daesung)
3. "Fantastic Baby"

## Datas da turnê
| Data                   | Cidade  | País  | Local        | Ato de abertura | Público |
| ---------------------- | ------- | ----- | ------------ | --------------- | ------- |
| 15 de novembro de 2014 | Nagoia  | Japão | Nagoya Dome  | iKON            | -       |
| 16 de novembro de 2014 | Nagoia  | Japão | Nagoya Dome  | iKON            | -       |
| 20 de novembro de 2014 | Osaka   | Japão | Kyocera Dome | iKON            | -       |
| 21 de novembro de 2014 | Osaka   | Japão | Kyocera Dome | iKON            | -       |
| 22 de novembro de 2014 | Osaka   | Japão | Kyocera Dome | iKON            | -       |
| 23 de novembro de 2014 | Osaka   | Japão | Kyocera Dome | iKON            | -       |
| 6 de dezembro de 2014  | Fukuoka | Japão | Fukuoka Dome | iKON            | -       |
| 7 de dezembro de 2014  | Fukuoka | Japão | Fukuoka Dome | iKON            | -       |
| 20 de dezembro de 2014 | Sapporo | Japão | Sapporo Dome | iKON            | -       |
| 25 de dezembro de 2014 | Tóquio  | Japão | Tokyo Dome   | iKON            | -       |
| 26 de dezembro de 2014 | Tóquio  | Japão | Tokyo Dome   | iKON            | -       |
| 27 de dezembro de 2014 | Tóquio  | Japão | Tokyo Dome   | iKON            | -       |
| 16 de janeiro de 2015  | Osaka   | Japão | Kyocera Dome | iKON            | -       |
| 17 de janeiro de 2015  | Osaka   | Japão | Kyocera Dome | iKON            | -       |
| 18 de janeiro de 2015  | Osaka   | Japão | Kyocera Dome | iKON            | -       |
| Total                  | Total   | Total | Total        | Total           | 741,000 |

## Ficha técnica
| Pessoal principal - Organizador da turnê: Avex Group, YG Entertainment - Produtores executivos: Yang Hyun-suk (YG Entertainment), Max Matsuura (Avex Group) - Produtor geral: Katsumi Kuroiwa (Avex Group) - Produtor da turnê: Veneno - Diretor da turnê: Jamie King - Diretor de iluminação: Roy Bennett - Estilistas: Yuni Choi, Kyung Mi Kim, Sharon Park - Cabelo: Tae Kyun Kim, Sang Hee Baek, So Yeon Lee - Maquiagem: Yun Kyoung Kim, Mi Sug Shin, Jun Hee Lee - Dançarinos: HiTech e Crazy | Banda - Vocais: Big Bang (G-Dragon, T.O.P, Taeyang, Daesung e Seungri) - Diretor Musical, teclado1: Gil Smith II - AMD/Baixo: Omar Dominick - Teclado 2: Dante Jackson - Guitarra: Justin Lyons - Bateria: Bennie Rodgers II - Programador: Adrian "AP" Porter |